# Lars Hartig
Lars Hartig (Husum, 24 de diciembre de 1990) es un deportista alemán que compitió en remo.
Ganó dos medallas en el Campeonato Mundial de Remo, en los años 2010 y 2014, y dos medallas en el Campeonato Europeo de Remo, en los años 2010 y 2014.
Participó en los Juegos Olímpicos de Londres 2012, ocupando el sexto lugar en la prueba de doble scull ligero.

## Palmarés internacional
| Campeonato Mundial | Campeonato Mundial          | Campeonato Mundial | Campeonato Mundial      |
| Año                | Lugar                       | Medalla            | Prueba                  |
| ------------------ | --------------------------- | ------------------ | ----------------------- |
| 2010               | Cambridge (Nueva Zelanda)   | Medalla de oro     | Cuatro scull ligero     |
| 2014               | Ámsterdam (Países Bajos)    | Medalla de plata   | Scull individual ligero |
| Campeonato Europeo |                             |                    |                         |
| Año                | Lugar                       | Medalla            | Prueba                  |
| 2010               | Montemor-o-Velho (Portugal) | Medalla de oro     | Doble scull ligero      |
| 2014               | Belgrado (Serbia)           | Medalla de plata   | Doble scull ligero      |